# Internetwork Packet Exchange
IPX (ang. Internetwork Packet Exchange) – protokół warstwy sieciowej (trzeciej warstwy modelu OSI) będący częścią stosu IPX/SPX opracowanego przez firmę Novell na potrzeby środowiska sieciowego NetWare. Wzorowany na protokole IDP stosu protokołów XNS firmy Xerox. Zorientowany na bezpołączeniowe przesyłanie danych. Nie posiada mechanizmów kontroli transmisji i nie gwarantuje, że wszystkie pakiety zostaną prawidłowo dostarczone.
Popularny w latach dziewięćdziesiątych, aktualnie wyparty przez protokół IP ze stosu TCP/IP.
Protokół IPX jest obecnie czasem stosowany w sieciach ze względów bezpieczeństwa – ruch zewnętrzny (Internet) obsługuje się klasycznie – protokołem IP, zaś ruch w sieci lokalnej (w szczególności sieć Windows czy Novell) obsługuje się protokołem IPX (często używając innej ramki Ethernet, np. 802.2 dla IP, 802.3 dla IPX). Powoduje to, że nie można się dostać do stacji Windows poprzez protokół IP do usług LAN, gdyż protokoły sieci windowsowej dostępne są wyłącznie na IPX, który nie jest trasowany na zewnątrz. Jest to rozwiązanie dodatkowo zabezpieczające przed potencjalnymi błędami w regułach na zaporze sieciowej, systemowo blokujące (bez żadnych filtrów) dostęp do sieci Windows poprzez IP. Ataki na usługi otoczenia sieciowego Windows to najczęstszy sposób instalowania trojanów, wirusów i przejmowania kontroli nad komputerami z Windows. Po wyłączeniu (lub przepięciu na IPX) usług LAN, komputer z Windows staje się bezpieczniejszy. Dodatkową korzyścią jest niemożliwość podsłuchiwania transmisji LAN znaczną częścią narzędzi przez „script kiddies”, gdyż większość narzędzi nie obsługuje protokołu IPX (lub trzeba użyć dodatkowych opcji).

## Podstawy adresacji w sieciach IPX
- Sieci logiczne posiadają przydzielony unikatowy, 32-bitowy adres z zakresu 0x1 – 0xFFFFFFFE
- Hosty posiadają 48-bitowy adres węzła, który domyślnie jest zgodny z adresem karty sieciowej MAC.
- Adres sieci 00:00:00:00 oznacza aktualną sieć
- Adres FF:FF:FF:FF jest używany jako adres rozgłoszeniowy

## Obsługa we współczesnych systemach
Zalety protokołu IPX/SPX sprawiły, że mimo iż nie został on zaimplementowany w nowych systemach Windows, doczekał się niezależnej implementacji wraz z klientem sieci NetWare, opracowanym przez niezależnych użytkowników tych systemów, niepowiązanych z firmą Microsoft.
Następujące systemy operacyjne nie posiadają natywnej obsługi protokołu IPX:
- Windows 7, zarówno w wersjach 32-bit jak i 64-bit
- Windows Vista, zarówno w wersjach 32-bit jak i 64-bit
- Windows XP 64-bit
- Windows Server 2003 64-bit
- Mac OS w wersjach powyżej 9.2.2
- OpenBSD w wersjach powyżej 4.1